# Platja d'El Picón
Les Platja del Picón es troben en el conceyu asturià de Navia i pertany a la localitat de Santa Marina. La platja té forma rectilínia, una longitud d'uns 25-30 m i una amplària mitjana d'uns 10-12 m. El seu entorn és rural, amb un grau d'urbanització mitjà i una perillositat baixa. L'accés per als vianants és d'uns cinc-cents m de longitud i el jaç està compost de sorres gruixudes i fosques.
Per accedir a aquesta platja cal partir des del poble de Santa Marina en adreça oest. Entre les localitats de Puerto de Vega i Santa Marina surt una carretera en direcció a la costa, la mateixa que per a la Platja de la Isla (Navia) i una vegada que s'arriba a una bifurcació en la qual no cal desviar-se sinó cal seguir dret arribant fins a solament uns 50 m de l'accés directe a la platja que està remodelat.
Per la rodalia passa una senda costanera, té un aparcament però manca de qualsevol servei i les activitats recomanades són la pesca recreativa amb canya. És convenient portar calçat adequat per al bany a causa de la gran quantitat de roques que té el jaç.